# Holovousy (Észak-plzeňi járás)
Holovousy település Csehországban, a Észak-plzeňi járásban. Holovousy Studená, Kožlany, Chříč, Hlince, Všehrdy és Slatina településekkel határos. Lakosainak száma 56 fő (2024. január 1.).

## Népesség
A település lakosságának változását az alábbi diagram mutatja:
| Lakosok száma | 217  | 212  | 192  | 107  | 86   | 65   | 61   | 60   | 53   | 56   |
|               | 1869 | 1890 | 1921 | 1950 | 1980 | 2001 | 2017 | 2019 | 2022 | 2024 |